# Единый Израиль
Единый Израиль (ивр. ישראל אחת‎) — израильский политический блок, составленный из партий Авода, Гешер и Меймад перед выборами 1999 года. В 2001 году партия прекратила своё существование.

## История
Единый Израиль был сформирован лидером израильской лейбористской партии Авода Эхудом Бараком в преддверии выборов 1999 года с целью заставить лейбористов стать более центристскими и уменьшить свою светскую и элитарную репутацию среди избирателей. Гешером руководил известный политик из восточных евреев и бывший член Ликуда Давид Леви, в то время как Меймад был религиозной партией. Коалиционное соглашение дало Гешеру места под номером три в общем списке (после Барака и Шимона Переса), а также две другие гарантированные позиции в выборном списке и обещание, что Леви получит министерскую должность. Меймаду было обещано одно гарантированное место в списке и министерская позиция для члена партии, который не попал в Кнессет.
В преддверии выборов опросы прогнозировали, что партия получит 33 места в Кнессете. Однако, хотя «Единый Израиль» действительно стал самой крупной фракцией в Кнессете, её реально полученные 26 мест были самыми низким результатом для когда-либо побеждавшей политической партии (34 места Аводы на выборах 1996 года были прежним минимумом). Из 26 мест в Кнессете члены Аводы получили 22 места, Гешер получил три места и Меймад получил одно. Согласно предвыборному соглашению, Леви был назначен заместителем премьер-министра и министром иностранных дел, а Михаэль Малькиор (лидер партии Меймад) был назначен министром по социальных вопросам и диаспоре.
Эхуд Барак, как победивший Биньямина Нетаньяху на прямых выборах премьер-министра, вынужден был сформировать нестабильное коалиционное правительство с шестью другими партиями: Шас, Мерец, Исраэль ба-Алия, Партия Центра, МАФДАЛ и Яхадут ха-Тора.
Участие Барака в Кэмп-Дэвидском саммите с Ясиром Арафатом летом 2000 года привело 7 марта 2001 года к выходу Гешера из альянса. 7 мая к альянсу присоединилась ещё одна фракция «Новый путь», но 15 мая 2001 года альянс Единый Израиль всё-таки прекратил свое существование, так как был переименован в лейбористскую группу «Меймад».